# Maricica Puică
Maricica Puica z domu Luca (ur. 29 lipca 1950 w Jassach) – rumuńska lekkoatletka, biegaczka.
Złota (bieg na 3000 m) i brązowa (bieg na 1500 m) medalistka olimpijska z Los Angeles (1984). Wicemistrzyni świata z Rzymu (1987) i brązowa medalistka HMŚ z Indianapolis (1987) w biegu na 3000 m. Dwukrotna mistrzyni świata w biegach przełajowych (1982, 1984). Srebrna (1982) i brązowa (1989) medalistka halowych mistrzostw Europy na tym samym dystansie. 3-krotna rekordzista świata: w 1982 na 1 milę - 4:17,44 min, w 1979 na 2000 m - 5:33,5 min i w 1986 na 2000 m - 5:28,69 min.